# الحرائق في الجامع الأموي

## الحريق الأول
حدث في شعبان سنة 461 للهجرة, أحرقه جنود الدولة الفاطمية فقد كانت الحروب على أشدها بينهم وبين جنود الشام, وحدث أن ألقى العبيديون النار في قصر الخضراء بغضا بالدمشقيين وحقدا على الأمويين, فامتدت النيران إلى الجامع, ففقد المسجد بهجته ونضارته ورونقه, ثم جهد الملوك من السلاجقة والنوريين والأيوبيين والمماليك في إعادة المسجد إلى سالف عهده.

## الحريق الثاني
حدث في شوال سنة 740 للهجرة, وكان ذلك في أيام تنكز, فأصيب المسجد بحريق كبير أتلف قسما منه, وأخذ ما يحيط به شرقا وجنوبا من المدارس والأسواق, ويبدو أن هذا الحريق كان مدبرا من قبل بعض النصارى في قرية جوبر في ريف دمشق, حيث عملوا كعكا من نفط وأدخلوه في سوق الدهشة ووضعوه في بعض الدكاكين, وتمت السيطرة على الحريق قبل توسعه, ولما تحقق تنكز بالمؤامرة, اعتقل رؤوس المتآمرين فحكم القضاة بقتلهم فقتلوا وصلبوا.

## الحريق الثالث
وقع سنة 794, وفيها احترقت المئذنة الشرقية ودخلت النار إلى الجامع, ثم تبين أن وراء هذا الحريق يهودي.

## الحريق الرابع
وذلك في شعبان سنة 803, احترق الجامع واحترقت دمشق كلها على يد تيمورلنك وجنوده, فطرح التتر النار في البيوت فعم الحريق البلد واستمر ثلاثة أيام, واحترق الجامع وسقطت سقوفه وزالت أبوابه ولم يبق إلا جدرانه.

## الحريق الخامس
في رجب سنة 884, احترقت الأسواق المحيطة به, وحاول الناس منع النار من الدخول إليه, وانتشرت النار من الناحية القبلية, ثم عمت الجامع بأسره, وبعد يومين سقطت قبة النسر وسقط معها نصف المأذنة الغربية’ حتى تضافرت الجهود لإعادته كما كان.

## الحريق السادس
في سنة 1311, سببه أن أحد العمال الذين يصلحون سقف المسجد, إذ أتت النار في يوم عاصف فوق باب الزيادة القبلي, ثم انتشرت النار وعمت الجامع كله, ولم تمض ساعتان ونصف حتى أتت عليه.